# Bodičasta morska zvezda
Bodičasta morska zvezda, tudi trnasta morska zvezda (znanstveno ime Acanthaster planci) je morska zvezda, ki je pred plenilci zavarovana z dolgimi ostrimi bodicami.
Bodičasto morsko zvezdo najpogosteje najdemo v Tihem, Indijskem oceanu, ter v Rdečem morju.
Ta vrsta morskih zvezd ima več krakov. Dolgi trni jo varujejo pred sovražniki. Hrani se s polipi koral, ki jih požira tako, da jih obda z želodcem, ki ga izviha skozi usta. Prebavni sokovi prebavijo žive dele polipov, želodec pa vsrka hranilne snovi. 
Ponekod na avstralskem Velikem koralnem grebenu so se zvezde čezmerno razmnožile in uničujejo korale na velikih območjih.
Bodičasta morska zvezda se ponekod pojavlja v velikem številu, celo do 15 odraslih zvezd na m². V normalnih obdobjih se številčnost populacije sama uravnava, še preden uspe uničiti koralni greben.